# Famille de Verthamon
 (janvier 2020).
La famille de Verthamon est une famille subsistante de la noblesse française originaire du Limousin. 
Elle a été anoblie en 1569. Elle compte parmi ses membres des magistrats d'Ancien Régime et quatre évêques.

## Histoire
Cette famille remonte sa filiation à Martial de Verthamon, seigneur de Bonabrit, vivant en 1550. Sa descendance a donné plusieurs trésoriers généraux de France à Limoges, menant à son anoblissement par charge en 1569. Elle appartient donc à la noblesse de robe.
Elle se divise en plusieurs branches mais Henri Jougla de Morenas écrit que les documents sont contradictoires quant à leur point de jonction. Ces branches sont :
- la branche du Mas, elle-même subdivisée en plusieurs rameaux :
  - celui des marquis de Manœuvre et de Bréau, éteint en 1739
  - celui des comtes de La Villemenon et de La Ville-aux-Clercs
  - celui des marquis de Bussières et de Lavau
  - celui des barons de Chalucet
- la branche de Villainet, au sein de laquelle on trouve un conseiller-secrétaire du roi en 1595
- la branche de Châteaudon, éteinte
- la branche de Saint-Fort

Elle est membre de l'Association d'entraide de la noblesse française depuis 1965.

## Personnalités

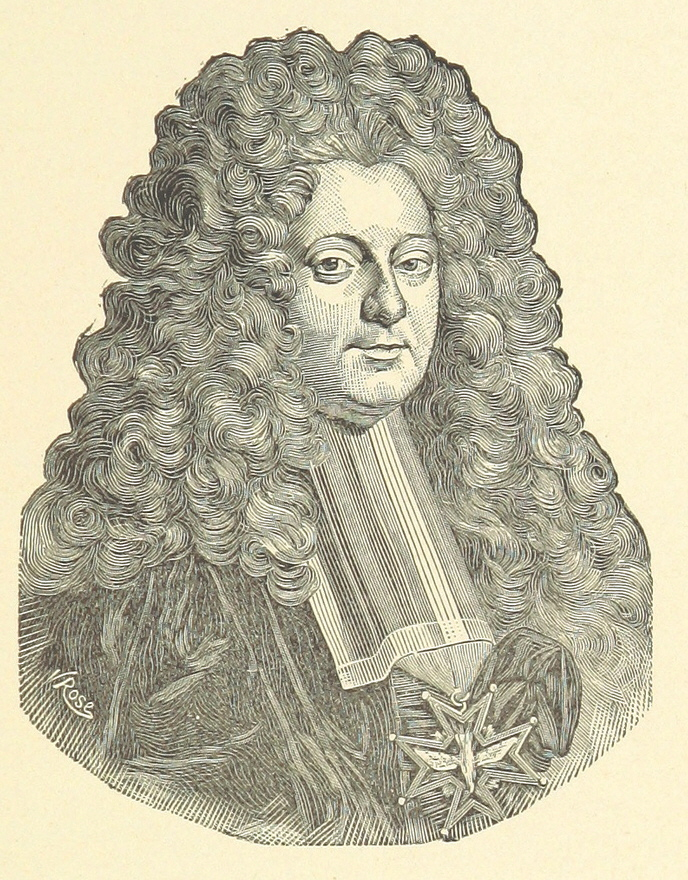
Michel-François de Verthamon

Elle compte parmi ses membres des conseillers et maître des requêtes au parlement de Paris, des conseillers au parlement de Bordeaux dont l'un y sera président et un autre sera président à mortier au parlement de Guyenne, quatre évêques.
- Michel-François de Verthamon[5], marquis de Manœuvre et de Bréau, seigneur de Vincy, maître des requêtes, conseiller du roi, premier président au Grand Conseil, chevalier de l'ordre du Saint-Esprit en 1716. Saint-Simon le décrit comme « riche à millions, et plus avare, s'il se peut, que riche ».
- Isaac-Jacques de Verthamon de Chalucet (mort en 1725), évêque de Couserans de 1708 à 1725
- Jean-Baptiste de Verthamon (1646-1735), évêque de Pamiers de 1693 à 1735
- Michel de Verthamon de Chavagnac (1687-1762), évêque de Montauban de 1729 à 1762
- Guillaume-Samuel de Verthamon de Chavagnac (1693-1758), évêque de Luçon de 1737 à 1758

## Alliances
Les principales alliances de la famille de Verthamon sont : de Pechpeyrou-Comminges de Guitaut. 

## Armes
- Blasonnement : Écartelé, au premier de gueules au lion léopardé (alias passant d'or), aux deuxième et troisième à cinq points d'or équipollés à quatre d'azur, au quatrième de gueules plein.[2]
- Timbre : couronne de marquis[2]